# Quadrophenia (colonna sonora)
Quadrophenia (Music from the Soundtrack of the Who Film) è un album discografico contenente la colonna sonora dell'omonimo film del 1979 diretto da Franc Roddam e tratto dall'omonima opera rock degli Who del 1973.

## Descrizione
L'album contiene dieci nuove versioni remixate da John Entwistle dei 17 brani pubblicati nell'album originario, oltre ad altre tre tracce inedite, due delle quali eseguite dal nuovo batterista Kenney Jones che aveva sostituito Keith Moon dopo la sua morte.
Il brano Hi-Heel Sneakers è la cover di un brano degli anni sessanta interpretata dai Cross Section, una band che venne scritturata per il film da Roger Daltrey in quanto in una scena del film sarebbe infatti comparsa una band che suonava in un club di Londra, per trovarla venne pubblicato un annuncio nel 1978 e, dopo un'audizione, vennero scelti i Cross Section dopo aver suonato dal vivo di fronte ad alcuni membri dei The Who all'Electric Ballroom; il gruppo venne quindi chiamato a Londra agli Who's Ramport Studios per registrare le canzoni Hi-Heel Sneakers e Dimples e, successivamente, prese parte alle riprese del film nella parte di una band mod.

## Accoglienza
Nel Regno Unito l'album è diventato disco d'oro.

## Tracce

### Disco 1
Lato A
Testi e musiche di Pete Townshend.
1. The Who – I Am the Sea – 2:03
2. The Who – The Real Me – 3:28
3. The Who – I'm One – 2:40
4. The Who – 5:15 – 4:50
5. The Who – Love Reign O'er Me – 5:11

Durata totale: 18:12
Lato B
Testi e musiche di Pete Townshend.
1. The Who – Bell Boy – 4:55
2. The Who – I've Had Enough – 6:11
3. The Who – Helpless Dancer – 0:22
4. The Who – Doctor Jimmy – 7:31

Durata totale: 18:59

### Disco 2
Lato C
1. The High Numbers – Zoot Suit – 2:00 (Peter Meaden)
2. Cross Section – Hi-Heel Sneakers – 2:46 (Robert Higginbotham)
3. The Who – Get Out and Stay Out – 2:26 (Pete Townshend)
4. The Who – Four Faces – 3:20 (Pete Townshend)
5. The Who – Joker James – 3:13 (Pete Townshend)
6. The Who – The Punk and the Godfather – 5:21 (Pete Townshend)

Durata totale: 19:06
Lato D
1. James Brown – Night Train – 3:38 (Jimmy Forrest/Lewis Simpkins/Oscar Washington)
2. The Kingsmen – Louie Louie – 2:41 (Richard Berry)
3. Booker T. & the M.G.'s – Green Onions – 2:46 (Al Jackson Jr./Booker T. Jones/Lewis Steinberg/Steve Cropper)
4. The Cascades – Rhythm of the Rain – 2:28 (John Gummoe)
5. The Chiffons – He's So Fine – 1:52 (Ronnie Mack)
6. The Ronettes – Be My Baby – 2:30 (Ellie Greenwich/Jeff Barry/Phil Spector)
7. The Crystals – Da Doo Ron Ron – 2:09

Durata totale: 18:04